# Gorinchemse Kanaalsluis

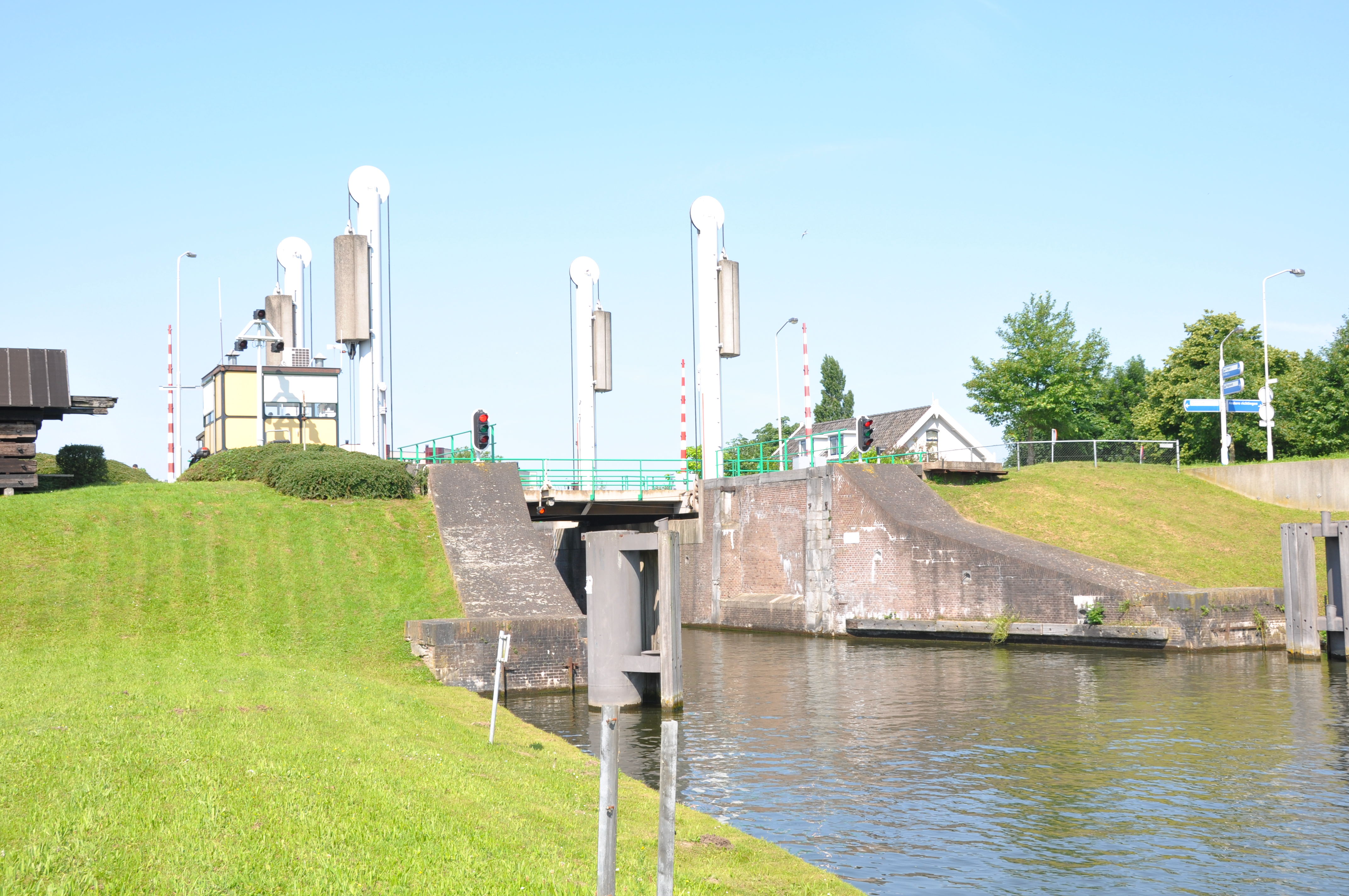
Gorinchemse Kanaalsluis

De Gorinchemse Kanaalsluis is een sluis in de gemeente Gorinchem, in de Nederlandse provincie Zuid-Holland, die zich bevindt in het Kanaal van Steenenhoek, het verbindingskanaal dat van de gekanaliseerde Linge naar de Beneden-Merwede voert, na eerst het Merwedekanaal te hebben gekruist. De sluis is niet bedoeld als schutsluis, maar als uitwateringssluis voor de Linge en is niet in de eerste plaats ontworpen voor de scheepvaart. Daardoor kwamen in het verleden in de sluis bij grote afvoeren van de Linge stroomsnelheden voor, welke hinder voor de scheepvaart opleverden.
Doorvaartbreedte 9,50 m. Diepte sluisdrempel KP -3,05 m, CEMT-klasse II. Over de sluis ligt een hefbrug met vier heftorens uit 1983, die de vaste ijzeren brug uit 1910 heeft vervangen. De doorvaarthoogte is in gesloten stand KP +4,14, in geheven stand KP +6,50 m.

De maximale doorvaart wordt echter geregeld door Waterschap Rivierenland, op 20 februari 1992 door Provinciale Staten van de provincie Zuid-Holland aangewezen als nautisch beheerder. Die heeft voor het kanaal vastgesteld:
- maximale lengte: 60,00 meter
- maximale breedte: 7,50  meter
- maximale diepgang: 2,25  meter
- Bij een stand van NAP +1,20 m of meer is het verboden te varen door de Gorinchemse Kanaalsluis.[3]

De sluis is per marifoon aan te roepen op  VHF-kanaal 18. Er wordt geen brug- of sluisgeld geheven.
De brug over de sluis ligt in de weg, die in Gorinchem en omgeving bekend is als de Stoep van Ceelen.

## Geschiedenis
De Linge waterde vrij af in de Merwede tot 1793. In dat jaar werd de Korenbrugsluis gebouwd, ter bescherming van het stroomgebied van de Linge tegen hoge waterstanden op de Merwede. Om overtollig water van de Linge ook bij hoge waterstanden van de Merwede te kunnen lozen is als verlengstuk van de rivier in 1818-'19 het Kanaal van Steenenhoek gegraven en van Staatswege de keer- en uitwateringssluis gebouwd, als onderdeel van de werken in het Kanaal van Steenenhoek.  Hierdoor werd de afwatering meer stroomafwaarts langs de Merwede mogelijk. Deze Steenenhoekse Kanaalsluis, nu bekend als de Gorinchemse Kanaalsluis, werd gebouwd om het waterpeil op de Linge te kunnen beheersen.

## Constructie sluis

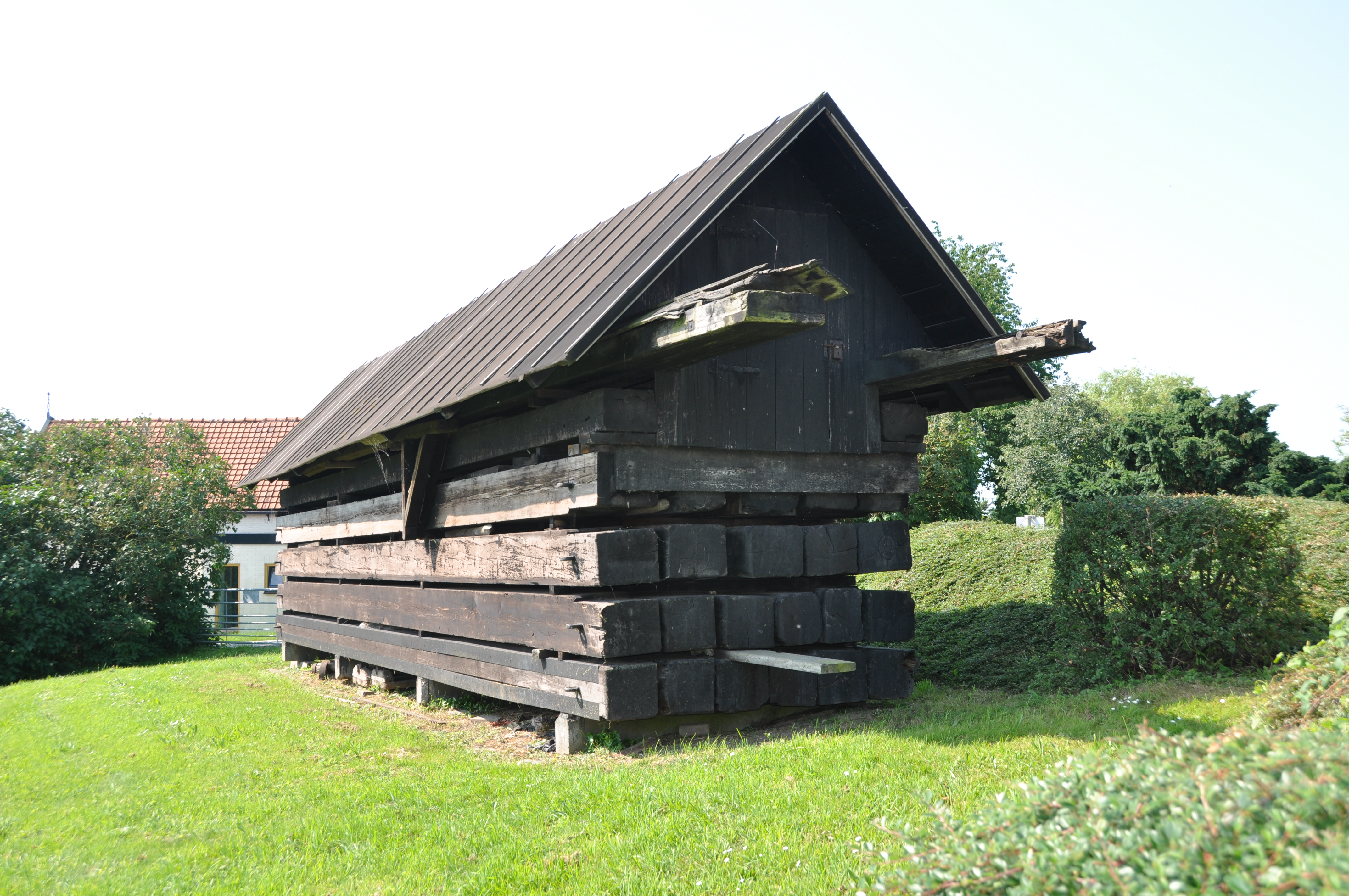
schotbalkhuisje

De gemetselde sluis met natuurstenen dekzerken heeft aan de kant van de Linge een hoge zijde en aan de kanaalkant een lage zijde, voorzien van houten waaierdeuren die in 1953 en 2014 zijn vernieuwd. Op het hoofd staan ijzeren lieren.
De puntdeuren in het hoge deel zijn verwijderd. Schotbalksponningen zijn buiten de deuren aangebracht. In de natuursteen zijn peilschalen uitgehakt. Op de zuidelijke oever zijn de schotbalken opgestapeld onder een losse afdekking.

## Waaierdeuren
Er zijn in Nederland niet zoveel waaierdeuren meer en deze horen tot de grootste in Nederland. Bijzonder is, dat alles aan de sluis scheef staat, daarom zijn de deuren ook heel specifiek vervaardigd. Beide deuren zijn verschillend en samen wegen ze zo'n 30.000 kilo. Een waaierdeur bestaat uit twee aan elkaar gebouwde delen die draaien in een komvormige inkassing. De delen bestaan uit een puntdeur en een waaier die zo'n 20 procent groter is dan de deur. De waaierdeur kan het water naar beide zijden keren. Via watertoevoer naar de waaierkas verandert de druk op de deuren zodanig dat ze zowel tegen de stroom in als met de stroom mee open en dicht kunnen.
- FSC-gecertificeerde sluisdeuren
- afmetingen: 6920 x 7190 x 290 / 240 mm (waaier), 5540 x 7050 x 370 / 310 mm (deur). Eén deur weegt 25 ton.
- Herkomst: Kameroen
- Houtsoort Azobé
- Datum vervanging: mei 2014